# Francis Walmsley
Francis Joseph Walmsley (* 9. November 1926 in Woolwich; † 26. Dezember 2017 in Reading) war ein britischer Geistlicher und Bischof des römisch-katholischen Militärordinariates von Großbritannien.

## Leben
Francis Joseph Walmsley empfing am 30. Mai 1953 die Priesterweihe für das Erzbistum Southwark.
Papst Johannes Paul II. ernannte ihn am 8. Januar 1979 zum Bischof des Militärordinariates von Großbritannien und Titularbischof von Tamalluma. Der emeritierte Bischof des Militärordinariates von Großbritannien, Gerard William Tickle, spendete ihm am 22. Februar desselben Jahres die Bischofsweihe; Mitkonsekratoren waren Mario Joseph Conti, Bischof von Aberdeen, und Michael George Bowen, Erzbischof von Southwark.
Am 7. März 1998 verzichtete er auf seinen Titularsitz. Am 24. Mai 2002 nahm Papst Johannes Paul II. seinen altersbedingten Rücktritt an.